# Sebastián Pinto
Sebastián Andrés Pinto Perurena (Santiago, 5 februari 1986) is een Chileens voetballer die als spits speelt.

## Carrière
Pinto begon op twaalfjarige leeftijd met voetballen in de jeugd van Universidad de Chile. In 2005 tekende hij zijn eerste professionele contract bij deze club. Hij werd een tijd verhuurd aan Club de Deportes Cobreloa. In 2008 tekende hij een contract bij Santos FC. Daar bleef hij niet lang en hij ging voor een proefperiode naar AS Nancy, maar kon daar niet doorbreken. Dus keerde hij terug naar zijn land om te spelen bij CD Godoy Cruz Antonio Tomba. Daarna tekende hij bij Audax Club Sportivo Italiano. In 2011 ging hij voor een Europese ervaring en tekende dus een eenjarig contract bij de Italiaanse club AS Varese. Het jaar daarna in 2011 toen hij terugkeerde naar zijn land om te spelen bij Club Deportivo O'Higgins wist hij door te breken. Hier maakte hij dertiendoelpunten in veertien wedstrijden. Hij tekende meteen in 2012 een contract bij Bursaspor. In 2011 mocht voor het eerst uitkomen voor de nationale ploeg van Chili. In twee wedstrijden wist hij drie keer te scoren. Deze drie doelpunten waren tegen Paraguay.